# Puente de Piedra de Písek

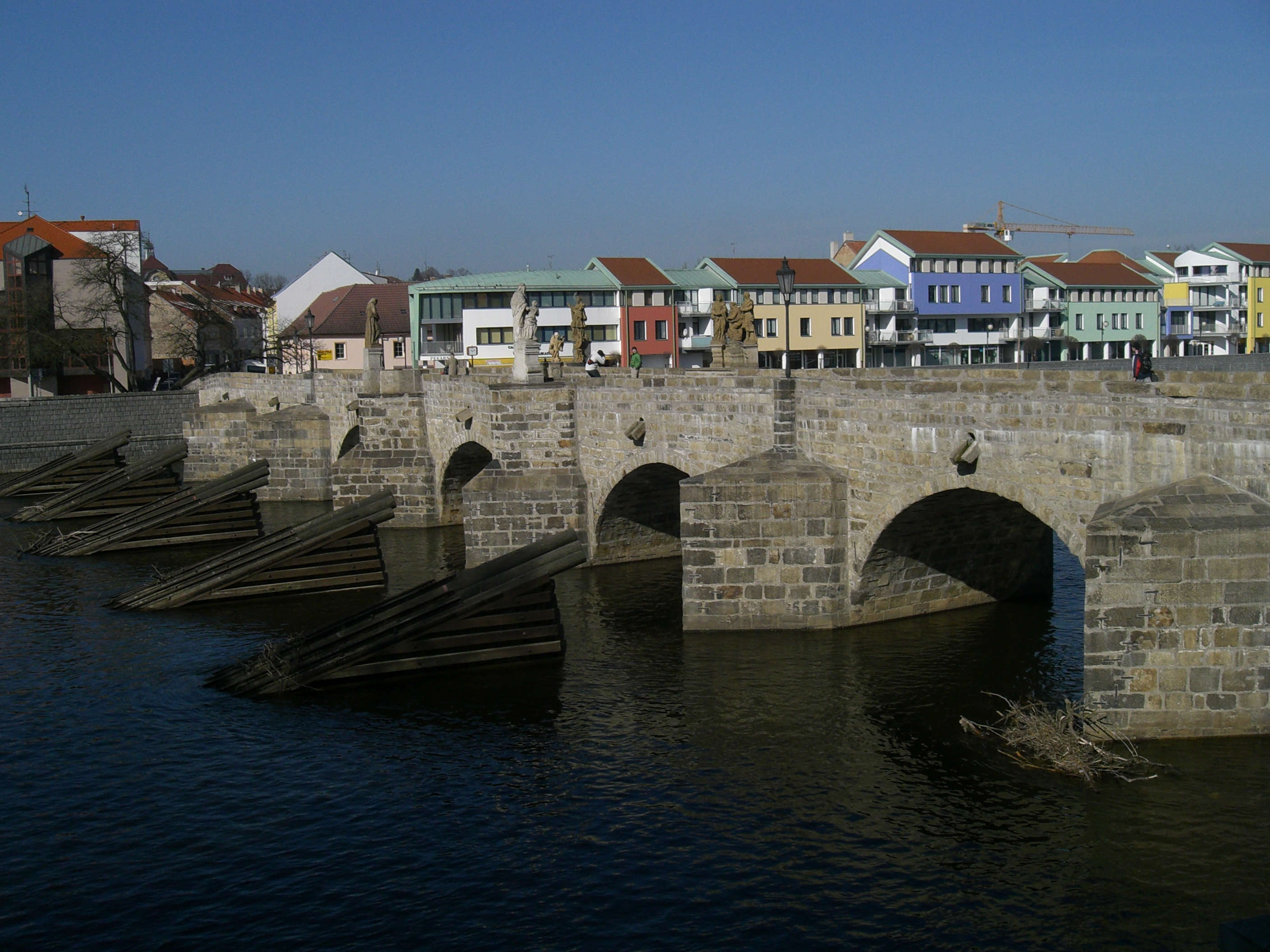
El puente de piedra de Písek, sobre el río Otava.

El Puente de piedra de Písek (en checo, Kamenný most v Písku), también llamado de manera no oficial, puente del ciervo (Jelení most) es el puente más viejo en la República Checa y uno de los más antiguos de Europa central, disputándose el primer lugar con el puente de piedra de Ratisbona, en Alemania. Atraviesa el río Otava, a unos 110 kilómetros de la capital Praga. El puente es de estilo gótico, y posee esculturas barrocas. Ha sido dañado por inundaciones a lo largo de su historia, y desde 2002 se reforzó con hormigón y acero.

## El nombre
Según la leyenda, durante la Edad Media se decidió ponerle el nombre del primero que lo atravesara; nadie supuso que el primero sería un ciervo de los bosques cercanos, y por ello se conoció desde entonces como el puente del ciervo. Sin embargo, mucha gente de Písek prefirió con el tiempo llamarlo puente viejo. En 2007 se decidió que el puente sería llamado, de manera oficial, el puente de piedra, terminando así la disputa sobre el nombre del monumento.

## La construcción

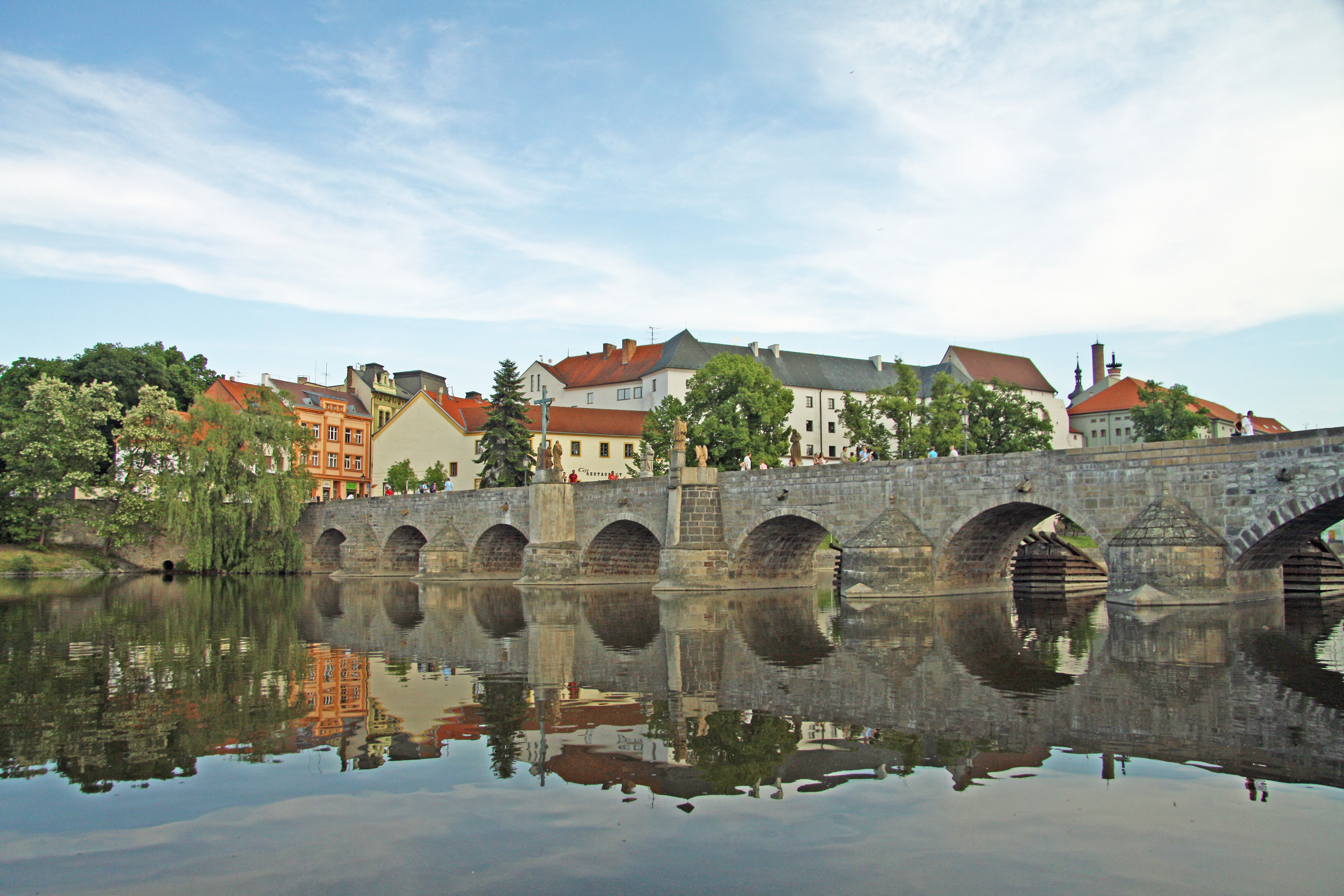
Puente de piedra de Písek, distrito de Písek, República Checa.

El puente fue edificado en el tercer cuarto del siglo XIII durante el reinado de Otakar II de Bohemia. Sin embargo, la primera vez que es mencionado en una fuente escrita es en 1348, en un edicto de Carlos IV que ordenaba que las multas pagadas en la ciudad tuvieran que usarse para la reparación del puente.
Curiosamente, el puente fue edificado en seco. Después de su construcción, el río fue trasladado al nuevo cauce artificial, que pasaba por debajo del puente. El puente de Písek llegó a ser un punto importante en la ruta de la sal, que conectaba al Mar Báltico con el Mediterráneo.
Tiene una longitud de 109,75 m y una anchura de 6,25 m. Posee 6 pilares y 7 arcos. Uno de los arcos es más grande que los demás (todos tienen 8, 15 m de ancho, pero este tiene 13,1 m). El puente llegó a tener dos torres, una de ellas se derrumbó en 1768 durante una inundación y la otra fue demolida intencionalmente para utilizar el puente para el tráfico. A la orilla izquierda es posible ver los fragmentos de las torres que fueron rescatados del fondo del río durante una de las muchas reparaciones del puente.

## La inundación de 2002

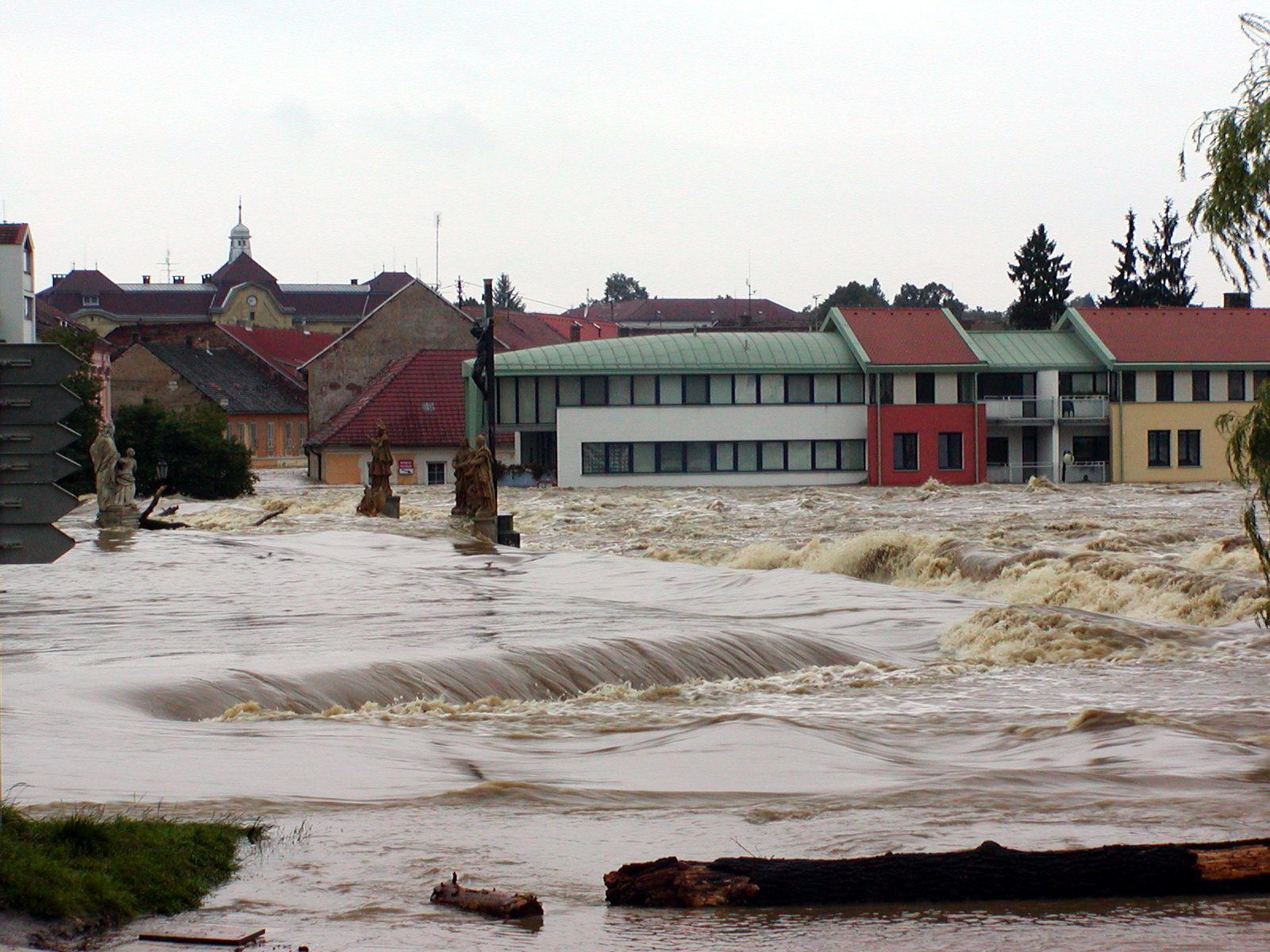
Imagen del puente durante la inundación de 2002.

Durante las inundaciones de agosto de 2002, la crecida del río provocó que algunas de las estatuas barrocas y la mayor parte de la barandilla de piedra cayeran al río. El agua, en su punto más alto, estuvo dos metros encima de la superficie del puente y sólo podían observarse la cruz y algunas partes de las estatuas. Gracias a la fuerza de la piedra y a la restauración de los años noventa, el puente sobrevivió a la inundación sin mayor daño. Dos días después de la inundación, el puente fue equipado con una barandilla de madera y nuevamente abierto. Durante la restauración siguiente, el puente fue asegurado tecnológicamente contra futuras inundaciones. La mayoría de las partes de la barandilla fueron rescatados del fondo del río y reinstaladas. Sin embargo, una de las esculturas se perdió y fue sustituida por una nueva. Se reforzó el puente con estructuras armadas de hormigón y acero. La reparación fue realizada por una colecta pública que empezó de manera espontánea después de la inundación.

## La tormenta de 2007
Mientras que la cruz había sobrevivido a las inundaciones de 2002, en enero de 2007 la tormenta Kyrill, que alcanzó rachas de vientos de categoría de huracán, la derribó. Un equipo de buzos logró encontrar la cruz de estaño de 80 kg a 60 m río abajo, y en colaboración con los bomberos la rescataron. La escultura presenta daños menores, principalmente algunas raspaduras por el roce del fondo del río. El ayuntamiento la regresará a su ubicación sobre el puente.